# Marcinkowice (powiat tarnowski)
Marcinkowice – wieś w Polsce położona w województwie małopolskim, w powiecie tarnowskim, w gminie Radłów.
W latach 1954–1961 wieś należała i była siedzibą władz gromady Marcinkowice, po jej zniesieniu w gromadzie Zabawa. W latach 1975–1998 miejscowość należała administracyjnie do województwa tarnowskiego.
Wierni kościoła rzymskokatolickiego należą do parafii w sąsiednim Zdrochcu.